# Jean-Baptiste Degaulle
Pour l’article ayant un titre homophone, voir Famille de Gaulle.
Jean-Baptiste Degaulle, né à Attigny (Ardennes) le 5 juillet 1732 et mort le 15 avril 1810 à Honfleur (Calvados) , est un ingénieur cartographe maritime.

## Biographie
Il était fils de Léonard Degaulle et de Marie-Marguerite Lantremeuze.
Il débuta dans la marine à un niveau fort modeste : Les archives du ministère de la marine nous font connaître, en effet, que Degaulle fut embarqué comme cuisinier sur les navires de commerce l’Aimable-Marie, l’Indien, la Nouvelle-Victoire et le Prince-Noir, navires armés au Havre pour la Martinique et Saint-Domingue, en 1751-1755.
Il se trouvait dans la ville lors du siège de Louisbourg en 1758 ; il s'en échappa et parvint difficilement à Québec.
La paix revenue, il entra dans la marine marchande. De 1758 à 1762, il servit sur les bâtiments du roi comme pilotin, aide et second pilote. En 1763 et 1764, il servit comme lieutenant sur le navire de commerce le Maréchal-de-Luxembourg, armé au Havre pour Saint-Domingue.
On lit dans une lettre du commissaire-ordonnateur au Havre, adressée au ministre le 22 août 1766 : « J'ai l'honneur de vous envoyer ci-joint, Mgr, l'état des services de ce pilote par lequel vous verrez que son premier état était d'être cuisinier. Il a appris ce métier dans une auberge de cette ville, où il a servi assez longtemps, et c'est en embarquant cuisinier qu'il s'est instruit de la navigation et qu'il a appris l'art du pilotage... On ne peut refuser à ce marin une espèce de génie et une grande application pour être parvenu au point où il est. »
Ses infirmités le forcèrent de quitter la mer en 1766. Il ouvrit une école libre d'hydrographie, et dès lors, et jusqu'à sa mort, il se livra entièrement à l'étude pratique des sciences physiques, mathématiques et de la navigation et à la publication de cartes et de divers ouvrages.
Il se livra à son goût des inventions, et il se fit remarquer par son ingéniosité et son habileté.
En 1775, il imagina un compas azimutal à réflexion. Sa découverte lui valut une gratification de douze cents livres et une pension de six cents livres. 
Il fit, plus tard, connaitre les diverses additions qu'il avait faites au compas de variation dans deux mémoires présentés à l'Académie des Sciences ; le compte rendu en fut fait le 19 juillet 1777 et le 13 janvier 1779.
Il fabriqua un nouvel instrument propre à mesurer la marche d'un navire et en même temps, à déterminer l'angle de dérive. En 1781, il soumit ce sillomètre au jugement de l'Académie des sciences. Sur un rapport fort avantageux, rédigé par Condorcet, le ministre de la marine ordonna la construction de cet instrument pour l'usage des vaisseaux de l’État.
Les travaux qu'il entreprenait le firent distinguer du gouvernement ; il reçut, par privilège du roi de France, le titre d'ingénieur de la Marine en 1777.
En 1788, il travaille sur les courants de l'estuaire de la Seine ; il en dressa une carte de navigation et de mouillage.
En 1789, Degaulle fut privé de son grade d'ingénieur et de sa pension ; il devint professeur d'hydrographie au Havre. En 1791, il fut appelé à Honfleur comme professeur de navigation. Il y donna, jusqu'à sa mort en 1810, des leçons publiques dans lesquelles à une théorie solide se joignaient de nombreux exemples de pratique.
En 1808, il présente un « projet d'un port de refuge à établir sur le banc de l'Éclat, proche le Havre » ; projet qui ne verra pas le jour, faute de financement.

## Ses œuvres
- Usage du nouveau calendrier perpétuel, , astronomique et maritime, Le Havre : impr. Faure, 1768, 72 p.
- Construction et usage d'un nouveau compas azimutal à réflexion, qui réunit au double avantage de l'octant et de la boussole celui de servir à déterminer à tous les instans la hauteur du soleil avec précision ; inventé par le Sieur Degaulle, Le Havre : P. J. D. G. Faure, 1779.
- Construction et usage du sillométre, pour observer la dérive et le sillage des vaisseaux, instrument inventé par Degaulle, 1782, in-8°, 30 p. + planches.
- Instruction détaillée sur la manière de faire la vérification des boussoles, Le Havre : Patry, an XI, 46 p.
- Essais sur les moyens qui pourraient être employés, tant sur terre que sur mer, pour rendre les Observations de la hauteur du soleil indépendantes de l'Horison, Le Havre : Patry, an XIII, 28p.
- Projet d'un port de refuge à établir sur le banc de l'Éclat, proche le Havre ; suivi de la manière de vérifier géométriquement les sondes qui ont été faites anciennement dans cette partie, Pont-l'Evêque : impr. de P.-J.-D. Dauge, 1808.